# Fågelsjö Gammelgård

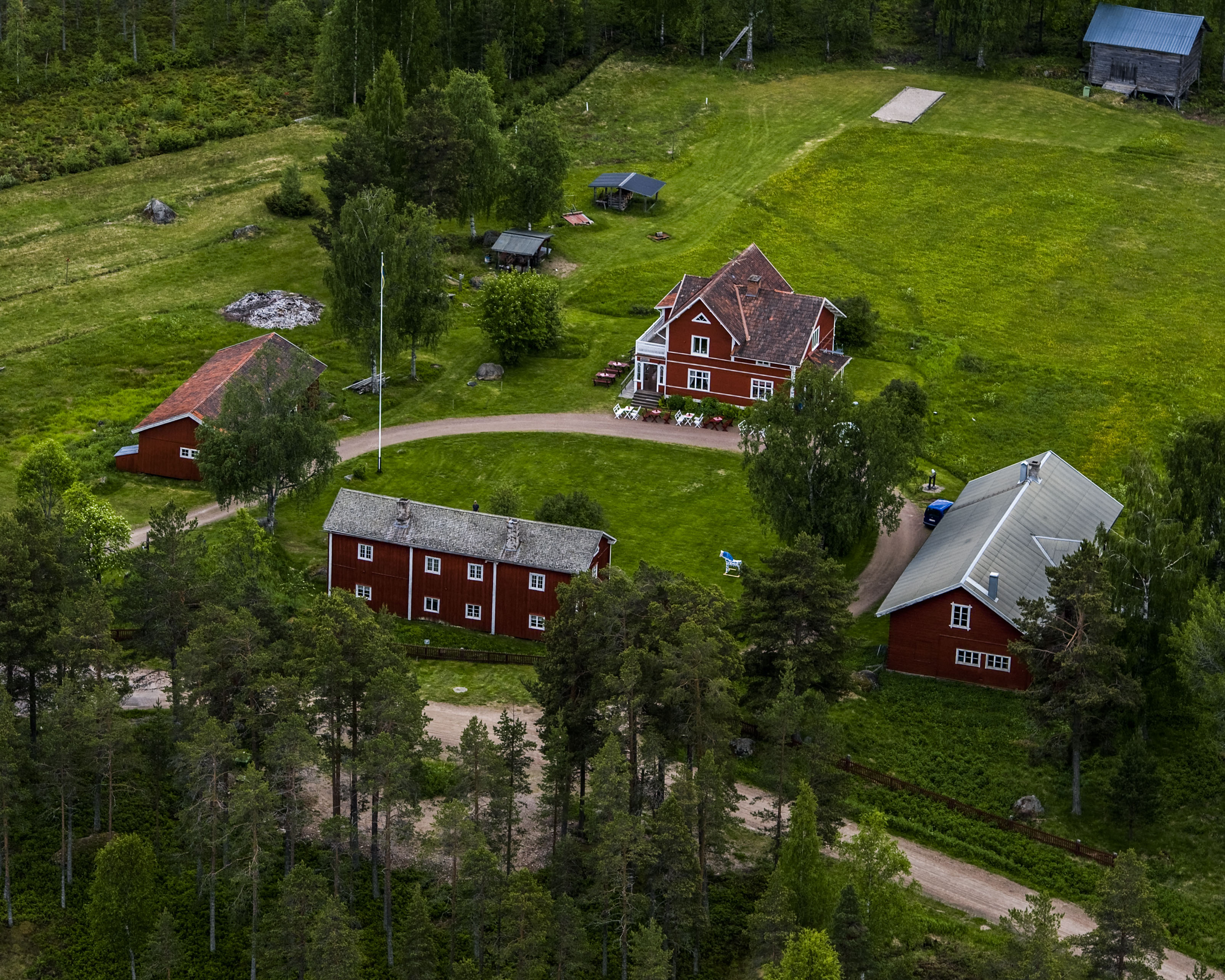
Fågelsjö Gammelgård från luften.

Fågelsjö Gammelgård, även kallad Bortom Åa, är en hälsingegård i Fågelsjö by, Orsa finnmark i norra Dalarna. Den är belägen i den del av Los socken som tidigare utgjorde Hamra församling. Området tillhör idag Ljusdals kommun i Gävleborgs län. Fågelsjö Gammelgårds historia är ovanligt väldokumenterad, en stor mängd dagboksanteckningar, brev och andra dokument som i detalj beskriver gårdens och gårdsfolkets historia finns bevarade.
Gården är sedan 25 oktober 2004 ett byggnadsminne och sedan 1 juli 2012 en av sju hälsingegårdar på Unescos världsarvslista.

## Historia
Området kring Fågelsjö blev mål för ett flertal inflyttande finländare under 1600-talet. Gården grundades på sin nuvarande plats 1679 av Sigfrid Markusson, vars farfar invandrat från Savolax i början av 1600-talet. Under 1700 och 1800-talen växte hemmanet till ett av de rikaste i trakten. År 1785 byggdes gårdens bössmedja som bidrog till välståndet. Under tidigt 1800-tal var gården fortfarande kringbyggd kring gårdstunet, men byggnaderna har därefter flyttats isär. Festsalen på mangårdsbyggnadens övervåning målades av Bäck Anders Hansson och färdigställdes 1856.
Ägarna var kunniga i läsning och skrivning och hade en framträdande position i byn och socknen; det gäller särskilt bonden Jonas Olsson (1832–1895) som var en skicklig smed som med detta hantverk kunde bekosta gårdens utbyggnad. Jonas Olssons enda dotter som överlevde till vuxen ålder var Kristina (1869–1943) som 1887 gifte sig med sin syssling Mårten Persson (1861–1941), som var handlare som bildat sig i Stockholm. Med paret Persson introducerades en ny livsstil på gården, och år 1910 valde de att flytta ut ur den gamla mangårdsbyggnaden och in i en nybyggd villa vid andra sidan gårdsplanen. När de flyttade lämnades alla föremål, kläder och inventarier kvar till förmån för nyinköpta saker.
Kristina var efter sin fars önskemål den som ägde gården. Då Kristina och Mårten inte fick några barn testamenterade Kristina mangårdsbyggnaden med allt lösöre till Los kommun. Det är nu Ljusdals kommun som äger gården och Fågelsjö hembygdsförening som förvaltar densamma. År 1946 köpte kommunen in resten av fastigheten. Gården fungerar som hembygds- och kursgård med guidade visningar under sommarhalvåret, kafé och hantverksbutik.

## Exteriör
Gården består av totalt 13 byggnader med två bostadshus huvudbyggnaden inkluderad, en bössmedja, ladugården från cirka 1900, en rad förrådsbodar från 1741 och framåt, samt ett härbre från 1820-talet. Härbret reglas med en ovanligt intrikat låskonstruktion som kräver flera nycklar och tio handgrepp för att lösgöras.
Mangårdsbyggnaden är klädd med stående träpanel och målad med röd slamfärg. Husets port är en bred dubbeldörr med rika dekorationer och snidat solmotiv, samt en rikt dekorerad förstukvist från slutet av 1800-talet. Den dekorerade porten utformades i samband med ett bröllop 1821 och bär såväl årtal som brudparets namn.

## Interiör
Huvudbyggnadens interiörer är fullständigt inredda med originalinventarier från 1800-talet. Dagligstugan har servisen kvar och en av väggarna pryds av en uppsättning gevär tillverkade på gårdens smedja. Samtidigt som rummet är mycket välbevarat så finns det omfattande slitage som vittnar om hur rummet en gång nyttjats av gårdens folk. Festsalen på bottenvåningen har blomstermotiv, med landskap och figurer ovan dörrarna. Det finns även ett porträtt av kronprins Karl Johan som färdas i vagn med eskort. Målaren är okänd och måleriet går i en egen stil som inte har typiska drag av vare sig hälsingemålning eller dalmålning.
Övervåningen är dekorerad av dalmålaren Bäck Anders Hanssons blomstermotiv med målade ramar. Istället för de i hälsingetraditionen vanligt förekommande rymliga sängstugorna finns tre mindre övernattningskammare med tryckta väggtapeter.

## Galleri

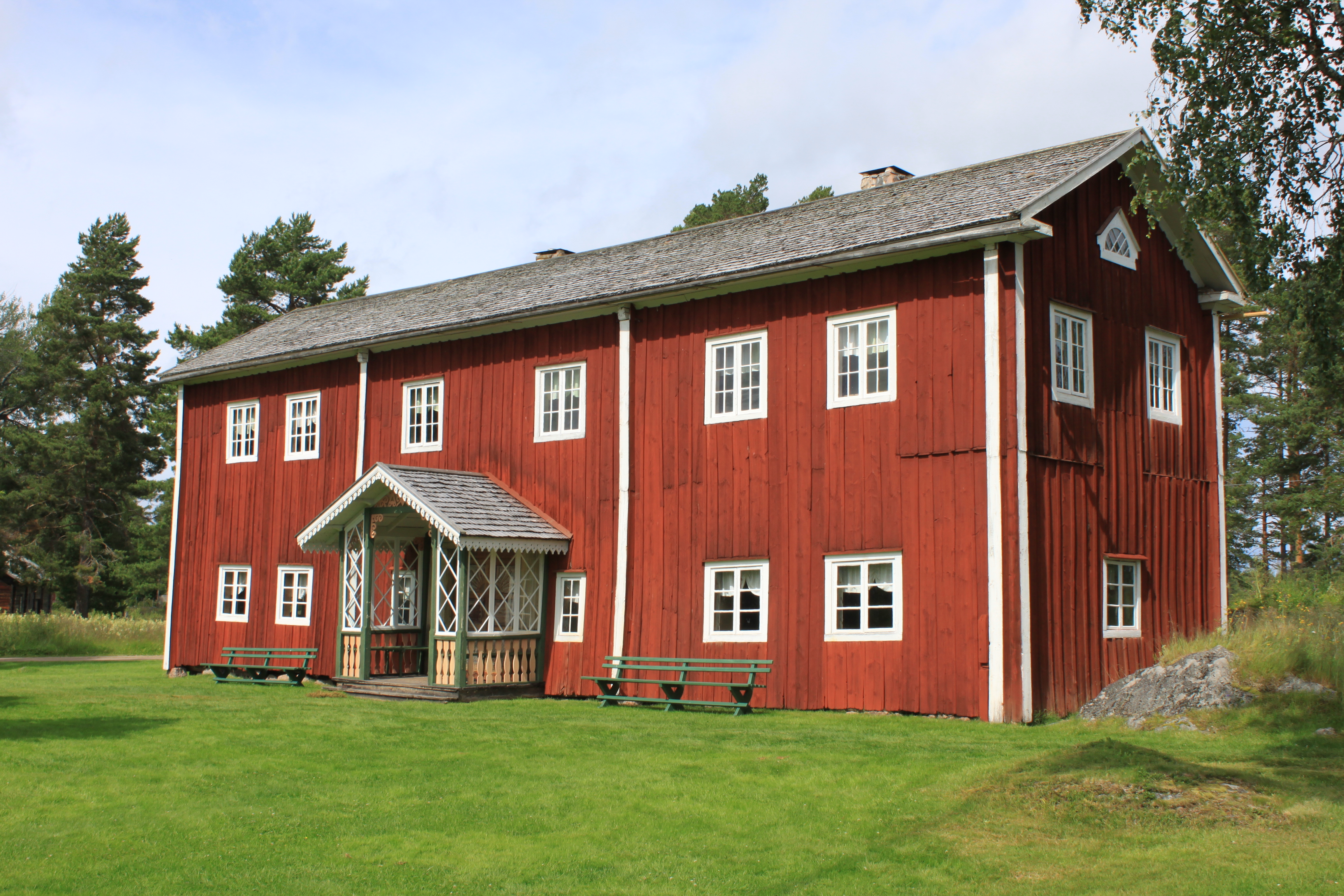
Mangårdsbyggnaden
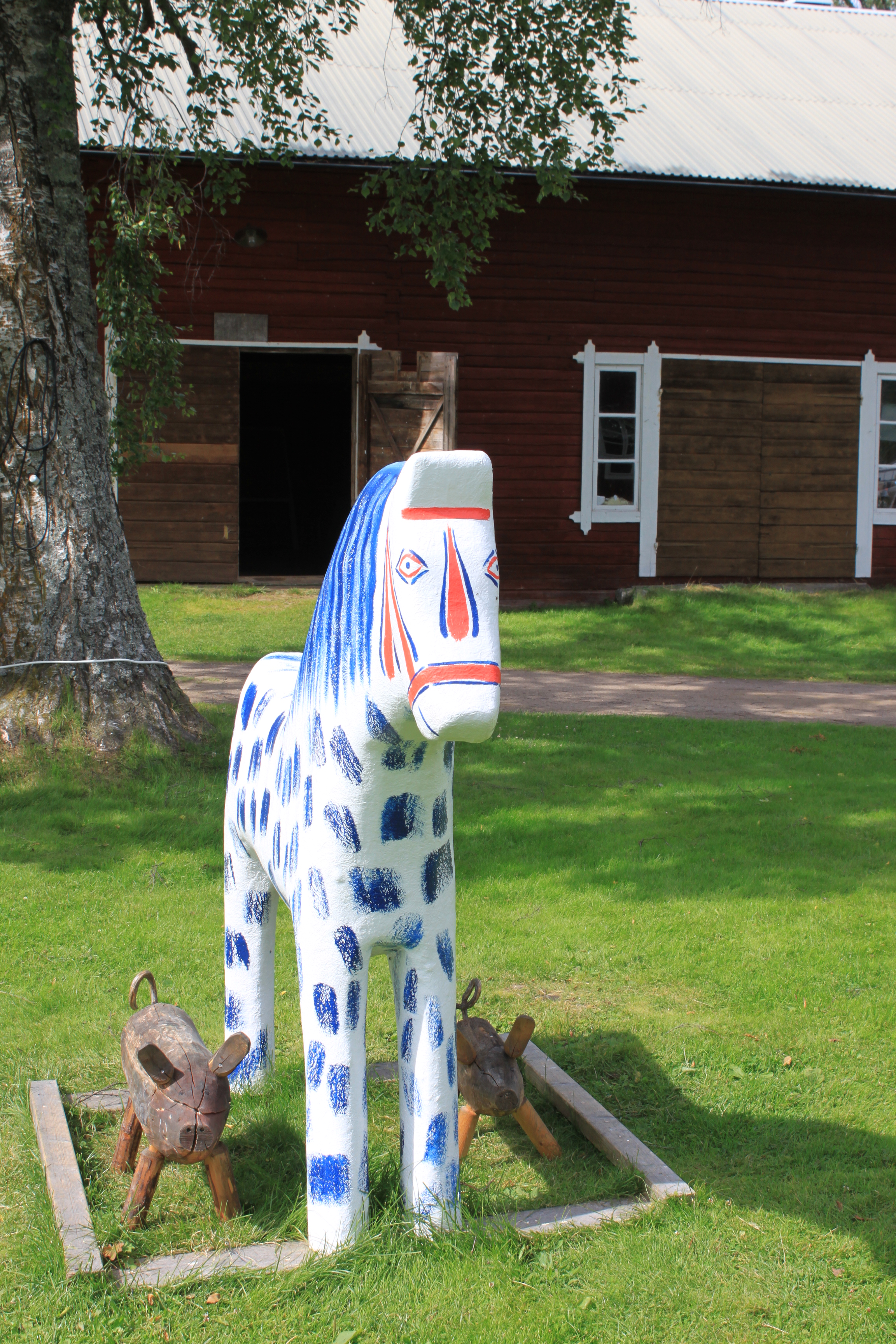
Fågelsjöhästen
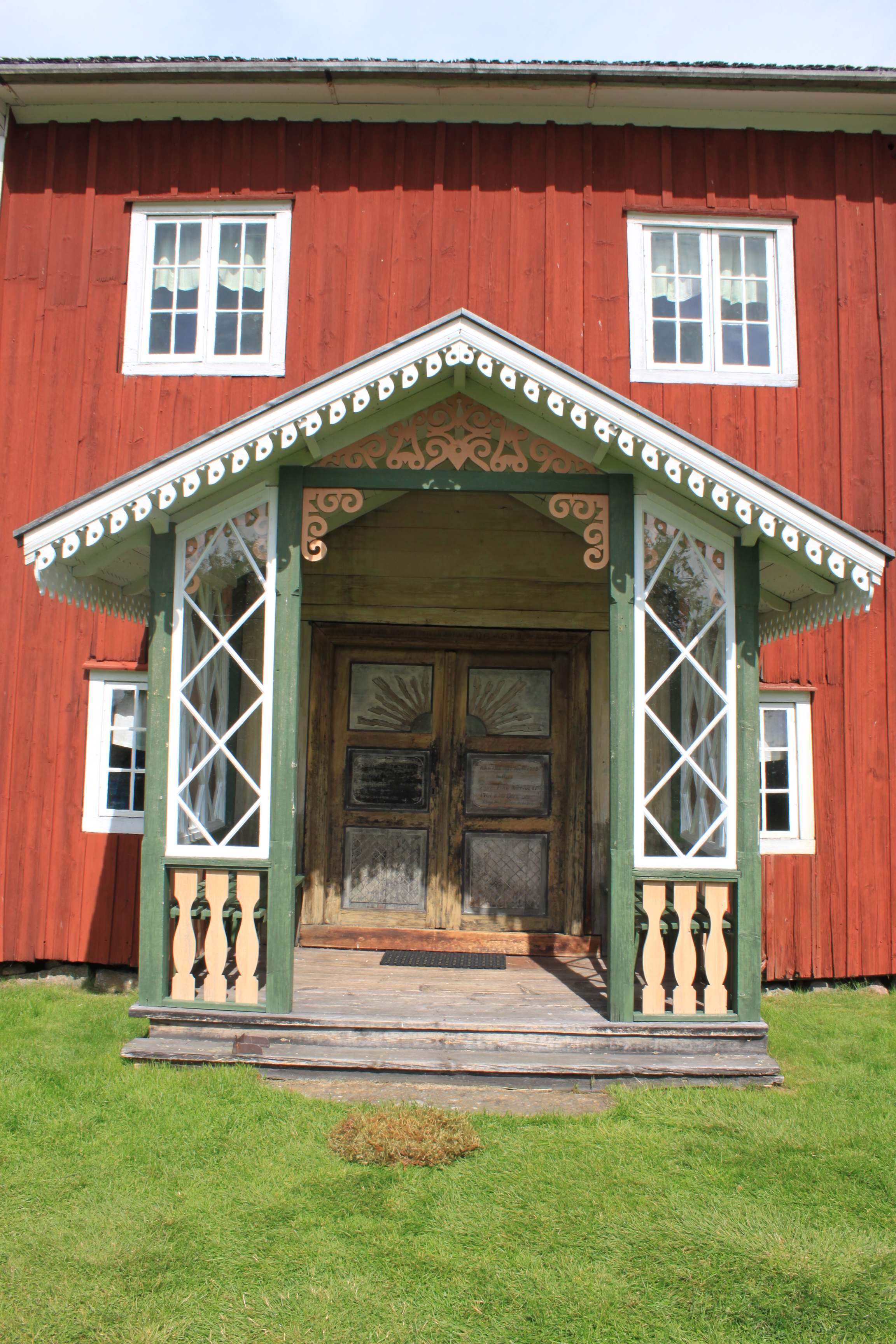
Brokvisten från 1820-tal.
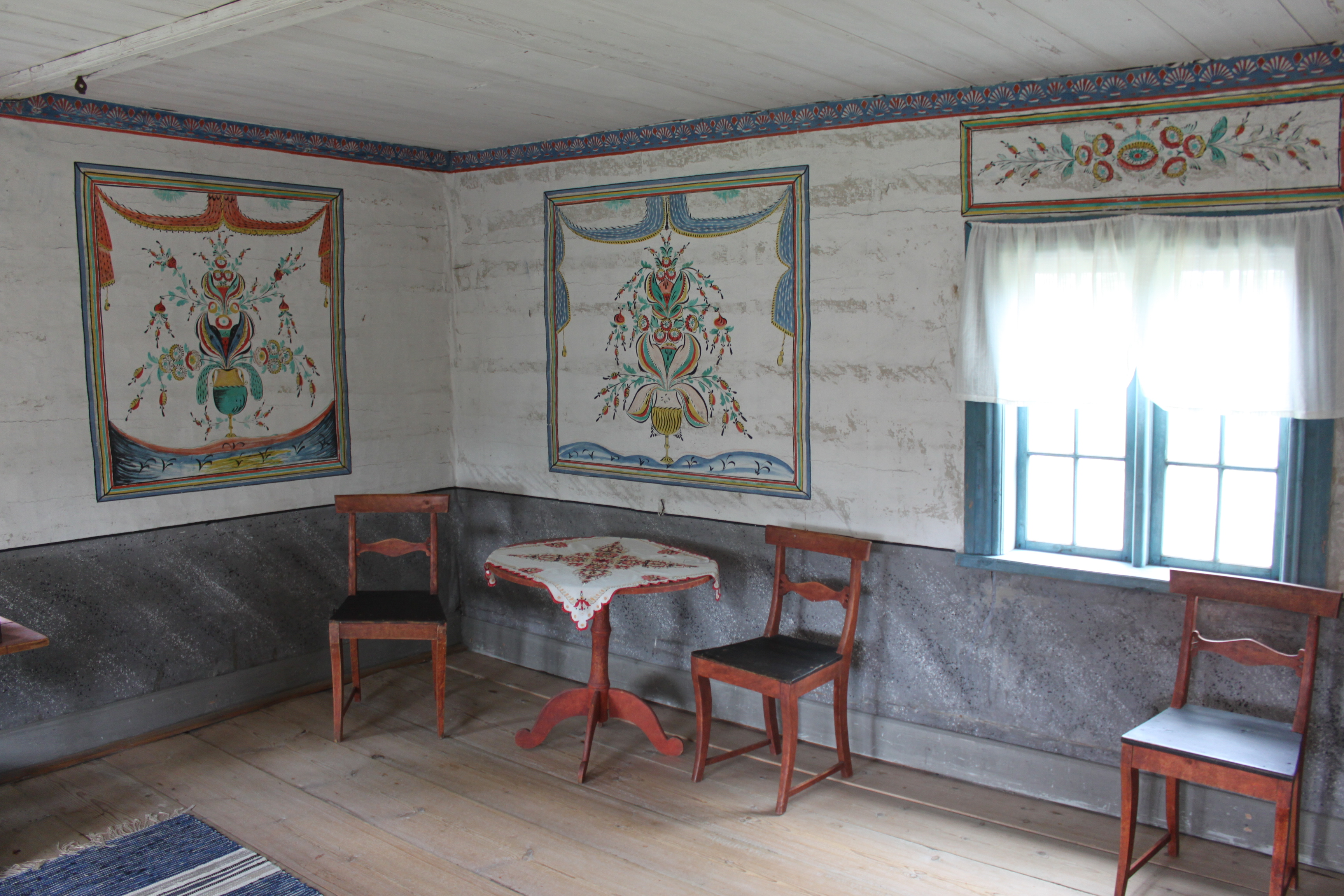
Festsalen på mangårdsbyggnadens övervåning.
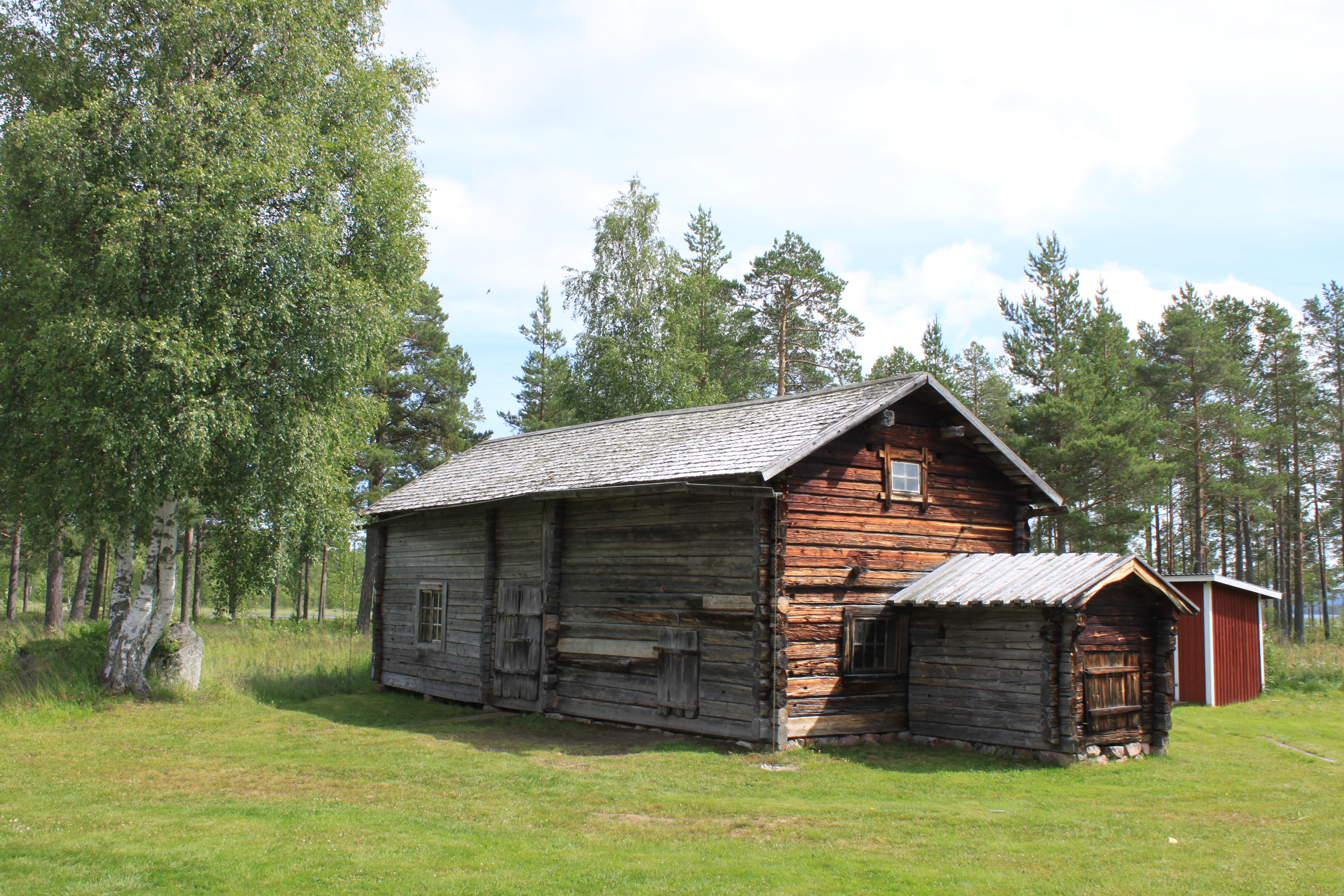
Bössmedjan